# Seznam ministrů zemědělství Československa
Toto je seznam ministrů zemědělství Československa, který obsahuje chronologický přehled všech členů vlád Československa působících v tomto úřadu (včetně ministrů zasedajících v těchto vládách pod odvozenými oficiálními názvy rezortu, jako ministr zemědělství a výživy apod.).

## Ministři zemědělství první československé republiky 1918–1938
| Č.  | Jméno | Jméno            | Fotografie | Strana      | Vláda                                                                               | Funkční období                       | Poznámky                         |
| --- | ----- | ---------------- | ---------- | ----------- | ----------------------------------------------------------------------------------- | ------------------------------------ | -------------------------------- |
| 1.  |       | Karel Prášek     |            | agrár. str. | vláda K. Kramáře 1. vláda V. Tusara 2. vláda V. Tusara                              | 14. listopadu 1918 – 24. června 1920 | Ministr zemědělství              |
| –   |       | Kuneš Sonntag    |            | agrár. str. | 2. vláda V. Tusara                                                                  | 24. června 1920 – 15. září 1920      | Správce ministerstva zemědělství |
| 2.  |       | Vladislav Brdlík |            | agrár. str. | 1. vláda J. Černého                                                                 | 15. září 1920 – 26. září 1921        | Ministr zemědělství              |
| 3.  |       | František Staněk |            | agrár. str. | vláda E. Beneše                                                                     | 26. září 1921 – 7. října 1922        | Ministr zemědělství              |
| 4.  |       | Milan Hodža      |            | agrár. str. | 1. vláda A. Švehly 2. vláda A. Švehly                                               | 7. října 1922 – 18. března 1926      | Ministr zemědělství              |
| 5.  |       | Juraj Slávik     |            | agrár. str. | 2. vláda J. Černého                                                                 | 18. března 1926 – 12. října 1926     | Ministr zemědělství              |
| 6.  |       | Otakar Srdínko   |            | agrár. str. | 3. vláda A. Švehly 1. vláda F. Udržala                                              | 12. října 1926 – 7. prosince 1929    | Ministr zemědělství              |
| 7.  |       | Bohumír Bradáč   |            | agrár. str. | 2. vláda F. Udržala                                                                 | 7. prosince 1929 – 29. října 1932    | Ministr zemědělství              |
| 8.  |       | Milan Hodža      |            | agrár. str. | 1. vláda J. Malypetra 2. vláda J. Malypetra 3. vláda J. Malypetra 1. vláda M. Hodži | 29. října 1932 – 9. listopadu 1935   | Ministr zemědělství              |
| 9.  |       | Josef Zadina     |            | agrár. str. | 1. vláda M. Hodži 2. vláda M. Hodži 3. vláda M. Hodži                               | 9. listopadu 1935 – 22. září 1938    | Ministr zemědělství              |
| 10. |       | Eduard Reich     |            | agrár. str. | 1. vláda J. Syrového                                                                | 22. září 1938 – 4. října 1938        | Ministr zemědělství              |

## Ministři zemědělství druhé československé republiky 1938–1939
| Č.  | Jméno | Jméno                     | Fotografie | Strana      | Vláda                                   | Funkční období                  | Poznámky            |
| --- | ----- | ------------------------- | ---------- | ----------- | --------------------------------------- | ------------------------------- | ------------------- |
| 11. |       | Ladislav Karel Feierabend |            | agrár. str. | 2. vláda J. Syrového 1. vláda R. Berana | 4. října 1938 – 15. března 1939 | Ministr zemědělství |
| 11. | SNJ   | Ladislav Karel Feierabend |            |             | 2. vláda J. Syrového 1. vláda R. Berana | 4. října 1938 – 15. března 1939 | Ministr zemědělství |

## Ministři zemědělství exilových vlád Československa
| Č.  | Jméno | Jméno       | Fotografie | Strana      | Vláda              | Funkční období                     | Poznámky                                                       |
| --- | ----- | ----------- | ---------- | ----------- | ------------------ | ---------------------------------- | -------------------------------------------------------------- |
| 12. |       | Ján Lichner |            | agrár. str. | 2. vláda J. Šrámka | 12. listopadu 1942 – 5. dubna 1945 | Ministr zemědělství a veřejných prací, londýnská exilová vláda |

## Ministři zemědělství poválečného Československa
| Č.  | Jméno | Jméno             | Fotografie | Strana    | Vláda | Funkční období                     | Poznámky |
| --- | ----- | ----------------- | ---------- | --------- | --- | ---------------------------------- | --- |
| 13. |       | Július Ďuriš      |            | KSS (KSČ) | 1. vláda Z. Fierlingera 2. vláda Z. Fierlingera 1. vláda K. Gottwalda 2. vláda K. Gottwalda vláda A. Zápotockého | 4. dubna 1945 – 10. září 1951      | Ministr zemědělství |
| 14. |       | Josef Nepomucký   |            | KSČ       | vláda A. Zápotockého a V. Širokého                                                                               | 10. září 1951 – 14. září 1953      | Ministr zemědělství |
| 15. |       | Jindřich Uher     |            | KSČ       | vláda V. Širokého                                                                                                | 14. září 1953 – 12. prosince 1954  | Ministr zemědělství |
| 16. |       | Marek Smida       |            | KSS (KSČ) | 2. vláda V. Širokého                                                                                             | 12. prosince 1954 – 15. října 1955 | Ministr zemědělství |
| 17. |       | Vratislav Krutina |            | KSČ       | 2. vláda V. Širokého                                                                                             | 15. října 1955 – 16. června 1956   | Ministr zemědělství |
| 18. |       | Michal Bakuľa     |            | KSS (KSČ) | 2. vláda V. Širokého                                                                                             | 16. června 1956 – 6. března 1959   | Ministr zemědělství a lesního hospodářství |
| 19. |       | Lubomír Štrougal  |            | KSČ       | 2. vláda V. Širokého 3. vláda V. Širokého                                                                        | 6. března 1959 – 23. června 1961   | Ministr zemědělství a lesního hospodářství, od 11. července 1960 ministr zemědělství, lesního a vodního hospodářství                                                  |
| 20. |       | Vratislav Krutina |            | KSČ       | 3. vláda V. Širokého                                                                                             | 23. června 1961 – 20. září 1963    | Ministr zemědělství, lesního a vodního hospodářství |
| 21. |       | Jiří Burian       |            | KSČ       | vláda J. Lenárta                                                                                                 | 20. září 1963 – 22. dubna 1967     | Ministr zemědělství, lesního a vodního hospodářství, od 10. listopadu 1965 ministr zemědělství a lesního hospodářství, od 11. dubna 1967 ministr zemědělství a výživy |
| 22. |       | Karel Mestek      |            | KSČ       | vláda J. Lenárta                                                                                                 | 22. dubna 1967 – 8. dubna 1968     | Ministr zemědělství a výživy |
| 23. |       | Josef Borůvka     |            | KSČ       | 1. vláda O. Černíka                                                                                              | 8. dubna 1968 – 31. prosince 1968  | Ministr zemědělství a výživy |

## Federální ministři zemědělství Československa
| Č.  | Jméno | Jméno           | Fotografie | Strana    | Vláda                                                             | Funkční období                     | Poznámky |
| --- | ----- | --------------- | ---------- | --------- | ----------------------------------------------------------------- | ---------------------------------- | --- |
| 24. |       | Koloman Boďa    |            | KSS (KSČ) | 2. vláda O. Černíka 3. vláda O. Černíka                           | 1. ledna 1969 – 28. ledna 1970     | Ministr – předseda Výboru pro zemědělství a výživu                                                                            |
| 25. |       | Bohuslav Večeřa |            | KSČ       | 1. vláda L. Štrougala 2. vláda L. Štrougala                       | 28. ledna 1970 – 14. září 1976     | Ministr – předseda Výboru pro průmysl, od 1. ledna 1971 ministr zemědělství, od 9. prosince 1971 Ministr zemědělství a výživy |
| 26. |       | Josef Nágr      |            | KSČ       | 2. vláda L. Štrougala 3. vláda L. Štrougala 4. vláda L. Štrougala | 14. září 1976 – 20. června 1983    | Ministr zemědělství a výživy                                                                                                  |
| 27. |       | Miroslav Toman  |            | KSČ       | 4. vláda L. Štrougala 5. vláda L. Štrougala 6. vláda L. Štrougala | 20. června 1983 – 11. října 1988   | Ministr zemědělství a výživy                                                                                                  |
| 28. |       | Jaromír Algayer |            | KSS (KSČ) | vláda L. Adamce                                                   | 11. října 1988 – 10. prosince 1989 | Ministr zemědělství a výživy                                                                                                  |
| 29. |       | Oldřich Burský  |            | ČSS       | 1. vláda M. Čalfy                                                 | 7. dubna 1990 – 27. června 1990    | Ministr zemědělství a výživy, od 12. května 1990 pověřen společným řízením rezortu s Rudolfem Kutnarem                        |
| 30. |       | Rudolf Kutnar   |            | ČSS       | 2. vláda M. Čalfy                                                 | 12. května 1990 – 27. června 1990  | Ministr zemědělství a výživy, od 12. května 1990 pověřen společným řízením rezortu s Oldřichem Burským                        |